# (6953) Davepierce
(6953) Davepierce est un astéroïde de la ceinture principale.

## Description
(6953) Davepierce est un astéroïde de la ceinture principale. Il fut découvert le 1er août 1986 à l'observatoire Palomar par Eleanor Francis Helin. Il présente une orbite caractérisée par un demi-grand axe de 3,12 UA, une excentricité de 0,18 et une inclinaison de 1,7° par rapport à l'écliptique.

## Compléments